# البالع (نجم)
سعد بُلَع واسمه الإنكليزي Epsilon Aquarii و الاسم التقليدي له Albali و هو نجم في كوكبة الدلو .
غير مرئي للعين المجردة مع قدر بصري 3.77. مسافة البعد عنا يمكن تحديدها من قياسات المنظر، وتقدر قيمتها بنحو 208 سنة ضوئية (64 فرسخ فلكي) من الأرض. من صنف A-نوع من النسق الأساسي وتصنيف نجمي A1 V .

## التسمية
في اللاتينية كان النجم يحمل الاسم التقليدي (Albali)، المشتق من اللغة العربية «البالع».
في عام 2016، قام الاتحاد الفلكي الدولي بإنشاء مجموعة العمل المعنية بأسماء النجوم (WGSN) بهدف فهرسة وتوحيد الأسماء الصحيحة للنجوم. وقد اعتمدت مجموعة العمل الاسم (Albali) لهذا النجم في 12 سبتمبر 2016، وأدرج ضمن قائمة أسماء النجوم المعتمدة من الاتحاد الفلكي الدولي.

## أنطر أيضا
قائمة أسماء النجوم العربية